# Gale Page
Gale Page, pseudonimo di Sally Perkins Rutter (Spokane, 29 luglio 1913 – Santa Monica, 8 gennaio 1983), è stata un'attrice e cantante statunitense.

## Biografia
Figlia di Robert Louis Hutter e di Sarah Isabel Page, Gale Page iniziò la carriera nella natia Spokane come attrice radiofonica e cantante, lavorando fra le altre con l'orchestra di Ted Weems. Nel 1938 giunse a Hollywood e firmò un contratto con la casa produttrice Warner Brothers, che la fece debuttare in Crime School, un film interpretato da Humphrey Bogart nei panni di un deputato di una commissione che indaga sugli istituti correzionali. Nello stesso anno la Warner impiegò la Page in un'altra pellicola sul mondo del crimine, Il sapore del delitto (1938), ancora a fianco di Bogart e con Edward G. Robinson.
La Page raggiunse la notorietà con il suo terzo film, Quattro figlie (1938), una commedia di ambiente familiare in cui recitò con le Lane Sisters (Priscilla, Lola e Rosemary), nei ruoli di quattro sorelle che conducono una tranquilla esistenza in provincia con il padre, decano della locale fondazione musicale, e che si trovano ad affrontare l'intrusione dell'elemento maschile, rappresentato dai personaggi interpretati da Jeffrey Lynn, Dick Foran, Frank McHugh e, in particolare dal Mickey Borden impersonato dall'esordiente John Garfield, un musicista cinico e disincantato. Gradevole presenza nel film con il suo ruolo di ingenua, la Page apparve successivamente in altre due pellicole che riprendevano il tema conduttore di Quattro figlie, interpretando nuovamente il ruolo di Emma Lemp accanto alle Lane Sisters in Four Wives (1939) e Four Mothers (1941), oltre che in Daughters Corageous (1939), con le stesse attrici ma con personaggi differenti.
La Page ritrovò Humphrey Bogart ne La bolgia dei vivi (1939), melodramma di ambiente carcerario, e l'anno successivo in Strada maestra (1940) di Raoul Walsh, un solido dramma di stampo sociale, come era tipico all'epoca nelle pellicole prodotte dalla Warner, incentrato sulle vicende di due fratelli camionisti (Bogart e George Raft), desiderosi di mettersi in proprio. Nello stesso anno apparve inoltre in Knute Rockne All American, biografia del giocatore di football George Gipp (impersonato da Ronald Reagan) e interpretato anche da Pat O'Brien nei panni dell'allenatore Knute Rockne, entrambi figure leggendarie dello sport statunitense. Alla Page fu affidato il ruolo di Bonnie Skiles, moglie di Rockne.
La carriera dell'attrice fu breve e sul grande schermo durò lo spazio di sedici film. Dopo essere apparsa in Four Mothers nel 1941, la Page si allontanò dalle scene e vi fece ritorno solo nel 1948 con la commedia I giorni della vita, tratta da una pièce di William Saroyan, nella quale interpretò Mary L, una delle avventrici del Nick's Saloon, il locale di San Francisco in cui è ambientato il film. L'anno successivo fece un'apparizione nel ruolo di Katie nel dramma Anna Lucasta (1949), con Paulette Goddard e Will Geer.
Sposatasi con un pianista e compositore italiano, il conte Aldo Solìto de Solis, la Page si ritirò dal mondo dello spettacolo nel 1949 per dedicarsi alla famiglia e ai quattro figli nati dal matrimonio con Solìto, Angelo detto "Tony", Luchino detto "Luke", Marina e Sonia. Negli anni successivi fece sporadici ritorni sulle scene, nel 1954 per una parte nel dramma sentimentale Addio signora Leslie, interpretato da Shirley Booth e Robert Ryan, e per recitare in alcuni episodi della serie antologica Robert Montgomery Presents. La sua ultima apparizione risale al 1964 in un episodio della serie Undicesima ora.
Vedova dal 1973 di Solìto de Solis, Gale Page morì a Santa Monica (California) nel gennaio del 1983, all'età di sessantanove anni.

## Filmografia

### Cinema
- Crime School, regia di Lewis Seiler (1938)
- Il sapore del delitto (The Amazing Dr. Clitterhouse), regia di Anatole Litvak (1938)
- Quattro figlie (Four Daughters), regia di Michael Curtiz (1938)
- Nel cuore del nord (Heart of the North), regia di Lewis Seiler (1938)
- La bolgia dei vivi (You Can't Get Away with Murder), regia di Lewis Seiler (1939)
- Profughi dell'amore (Daughters Courageous), regia di Michael Curtiz (1939)
- L'alfabeto dell’amore (Naughty But Nice), regia di Ray Enright (1939)
- Indianapolis Speedway, regia di Lloyd Bacon (1939)
- A Child Is Born, regia di Lloyd Bacon (1939)
- Four Wives, regia di Michael Curtiz (1939)
- Strada maestra (They Drive By Night), regia di Raoul Walsh (1940)
- Knute Rockne All American, regia di Lloyd Bacon (1940)
- Four Mothers, regia di William Keighley (1941)
- I giorni della vita (The Time of Your Life), regia di H.C. Potter (1948)
- Anna Lucasta, regia di Irving Rapper (1949)
- Addio signora Leslie (About Mrs. Leslie), regia di Daniel Mann (1954)

### Televisione
- Goodyear Television Playhouse – serie TV, 1 episodio (1954)
- The Big Story – serie TV, 1 episodio (1954)
- Robert Montgomery Presents – serie TV, 9 episodi (1954-1957)
- The United States Steel Hour – serie TV, 1 episodio (1957)
- Hawaiian Eye – serie TV, episodio 3x10 (1961)
- Undicesima ora (The Eleventh Hour) – serie TV, 1 episodio (1964)